# 显庆寺 (临夏)
显庆寺是今中国甘肃省临夏回族自治州临夏市新华街的一座藏传佛教格鲁派寺院。现已无存。

## 历史
显庆寺为弘化寺的下院。明朝嘉靖本《河州志·典礼志》载，“显庆寺在州西南，旧系酥油厂，今属弘化寺下院。”据说，临夏城内的佛教东大寺及显庆寺，均为元朝末年创建的穆斯林的礼拜寺的原址。
《循化厅志》引《厅卷》的记载如下：
雍正四年鸿化显庆二寺世袭国师张洛住坚错呈：明永乐十二年差太监侯显诣乌思藏请大慈法王，路由河州，其从张星吉藏卜跟随入京。正统四年法王圆寂，敕建渗金铜塔，藏其佛骨。七年奉敕河州建寺赐名鸿化，随给附近之高山穷谷永作香火之需，高官僧五十五名。其星吉藏卜之徒裔世给国师、禅师之职。
《循化厅志》还对以上记载加有按语：“正统元年，礼官奏汰番僧，命大慈法王如故，史不言其所终，盖寂于京师如《厅卷》所言。”
清朝初年，弘化寺及显庆寺依照明朝旧例继续入贡。清朝顺治八年二月（1651年），“弘化、显庆二寺僧丹巴查穆苏、诺尔布查穆苏等贡方物，宴赉如例。” 
1938年6月28日，“甘肃省临夏私立兴华学校”举行了成立大会及开学典礼。该校由张质生任首任董事长，梁成玉任首任校长。该校占用临夏县城内显庆寺街（今“新华街”）的“当商会馆”旧址改建为学校。该学校利用的是原显庆寺的地址，显庆寺是临夏县的知名佛寺。每逢佛事，该校学生在老师的教育下，无人前去围观及打闹。平时学生们也不在寺院的墙上乱涂乱画。显庆寺的僧人也支持该校的教学工作，不干涉校务。
如今，显庆寺建筑已全部毁灭，旧址现为新华小学。其所在的大街“显庆寺街”如今也已改称“新华街”。